# Gepidi

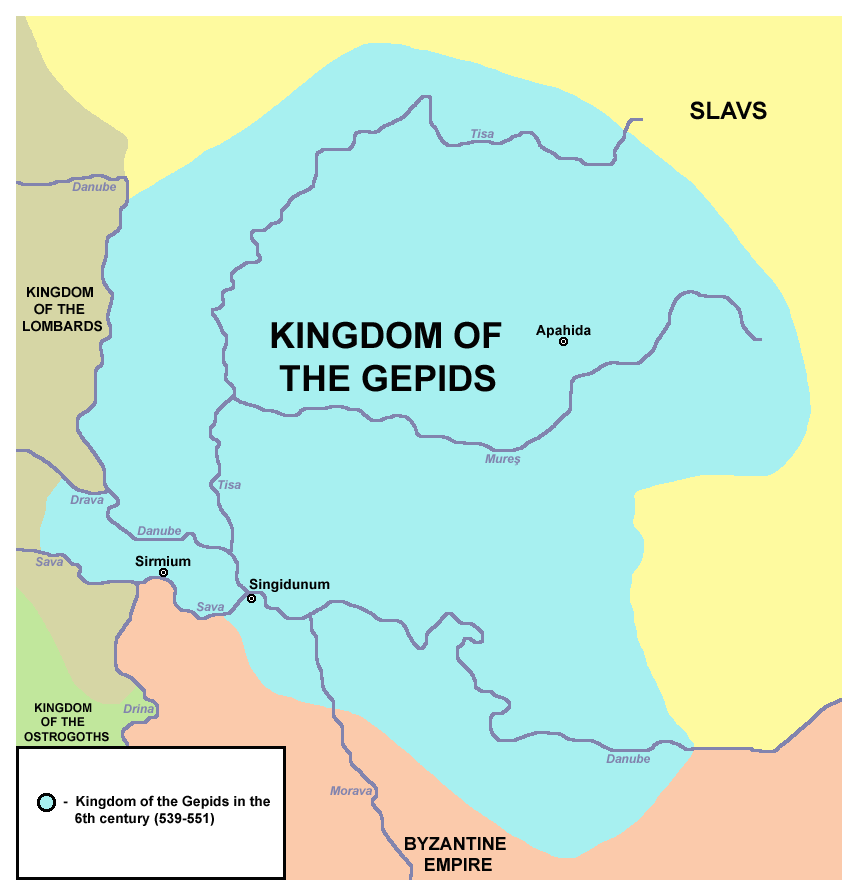
539-551

I Gepidi (in latino Gepidae) furono una tribù germanica di stirpe gotica, ricordati soprattutto per aver sconfitto gli Unni dopo la morte di Attila.

## Storia
I Gepidi, Germani orientali forse parte della famiglia gotica, migrarono dalle sponde del Mar Baltico alla regione dei Carpazi, dove nel 231 furono fermati proprio da Goti, già da tempo insediati nell'area. Sembra però che siano stati menzionati per la prima volta attorno all'anno 260, quando parteciparono all’invasione della Dacia, dove poi si stabilirono al tempo di Giordane (metà del VI secolo). I Goti infatti, dopo esser giunti dalla Scandinavia in Scizia, si divisero in tre tribù denominate in base alla posizione geografica: Visigoti (Goti dell'Ovest), Ostrogoti (Goti dell'Est) e Gepidi (Goti del Nord).
Nel 267-268 entrarono nella grande coalizione, capeggiata sempre dai Goti, che sfondò il Limes lungo il basso corso del Danubio e razziò numerose città della Mesia, dell'Acaia e dell'Asia Minore.

La loro mitologica e antica origine è riportata proprio nelle Origini e azioni dei Goti di Giordane, dove si afferma che il loro nome derivava dalla loro tarda e lenta migrazione dalla Scandinavia: 
(Giordane XVII, 94-95)
È stato ipotizzato che Giordane abbia tacitamente offerto un'altra spiegazione per l'origine del loro nome quando disse che tutti i Goti discendevano da "Gapt, da cui venne Hulmul..." (Giordane XIV, 79). L'interpretazione più comune è che Gapt sia una pronuncia scorretta di Gaut (l'Odino della mitologia norrena), il fondatore del Regno dei Geati, una tribù, spesso considerata, di Goti rimasti in Scandinavia (Scandza).
Nella sua opera Giordane segue i Gepidi "fino alla provincia di Spesis, su un'isola circondata dalle basse acque della Vistola", un'area che per lui era l'estensione più occidentale della Scizia, dove i Gepidi erano "circondati da grandi e famosi fiumi. La Tisia scorreva a nord e nord-ovest, a sud-ovest il grande Danubio. A est è tagliato dal Flutausis, un rapido e turbolento corso che si getta nelle acque del Danubio". Così, dunque, all'epoca di Giordane, i Gepidi si erano stabiliti nell'antica Dacia, nella Mesia Superiore e sul lato orientale del Tibisco, un fiume che si snoda nelle pianure dell'Ungheria per gettarsi nel Danubio (Giordane V, 33; XXII, 113).
Il primo re gepido di cui si ha notizia è Fastida, che convinse il suo quieto popolo ad intraprendere 
guerre di conquista. Sopraffece i Burgundi, quasi annientandoli nel IV secolo, quindi chiese ai Goti una parte del loro territorio; questi però rifiutarono, sconfiggendo i Gepidi in battaglia. Come i Goti, anche i Gepidi si convertirono all'Arianesimo.

Nel 375, insieme agli Ostrogoti, dovettero sottomettersi agli Unni, di cui furono tra i principali vassalli. Sotto la guida di re Ardarico, i guerrieri gepidi si unirono alle forze di Attila nella Battaglia dei Campi Catalaunici, in Gallia (451). I Gepidi si scontrarono coi Franchi e i Visigoti, che combattevano come federati al fianco dei Romani. Secondo Giordane, i morti furono circa 15.000. Tale lealtà era dovuta a legami personali tra i re, tant'è che dopo la morte di Attila nel 453, i Gepidi e altri popoli si allearono per sconfiggere i suoi successori, che già si stavano dividendo i territori conquistati. Guidati da re Ardarico, i Gepidi spezzarono il giogo degli Unni nella Battaglia del fiume Nedao (454): 
(Giordane L, 261)

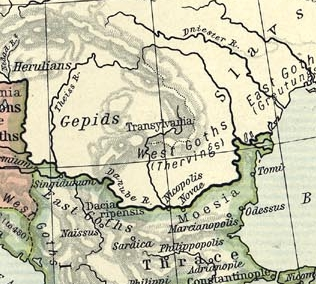
Territorio controllato dai Gepidi verso la fine del V secolo, secondo lAtlante storico di William Robert Shepherd

Dopo la vittoria, i Gepidi occuparono il territorio situato nei Monti Carpazi: 
(Giordane L, 264)
Non molto tempo dopo la Battaglia del Nedao, le antiche rivalità tra Gepidi e Ostrogoti tornarono a galla e nel 504 i primi furono scacciati dalle loro terre da Teodorico il Grande.
Raggiunsero l'acme del loro potere dopo il 537, quando si stanziarono nella ricca area attorno a Belgrado. Nel 546, l'Impero Bizantino si alleò con i Longobardi per espellere i Gepidi dalla regione. Nel 552 subirono una disastrosa sconfitta nella Battaglia di Asfeld, furono sottomessi dagli Avari nel 567 e scomparirono così dalla storia; i pochi superstiti vennero assorbiti dai Longobardi. Gli Avari si impossessarono di quasi tutto il loro territorio, salvo Sirmio e il litorale dalmata che tornarono ai Bizantini.
L'ultimo re dei Gepidi fu Cunimondo, succeduto a Turisindo. Dopo alcune vittorie contro i Longobardi, alleati con gli Avari, fu sconfitto e ucciso nel 567 nel tentativo di riavere la figlia Rosmunda, rapita dal re longobardo Alboino. Quest'ultimo, secondo una tradizione di guerra del suo popolo, ricavò una coppa dal cranio di Cunimóndo per festeggiare la vittoria, obbligando Rosmunda a bere dal cranio del padre. La donna sarebbe diventata regina dei Longobardi ed avrebbe vendicato il padre facendo uccidere Alboino nel 572.

## Siti archeologici in Romania
A Vlaha, nel distretto di Cluj, in Romania, nell'agosto del 2004 fu scoperta una necropoli con 202 tombe, datate al VI secolo d.C. L'85% di queste sepolture erano state depredate. I manufatti restanti sono in 
ceramica e bronzo.
Altre necropoli in Romania sono:
- Miercurea Sibiului
- Morești
- Band, Transilvania
- Noșlac
- Brateiu
- Șeica Mică, Distretto di Sibiu
- Timișoara Freidorf site, NAR code 155252.03
- Necropoli reale da Apahida
- Turda: qui c'è una delle tombe germaniche più ricche mai trovate in Romania, è la tomba Franziska, che fu trovata in un sito romano e che è databile al V secolo.

Tesori gepidi sono stati trovati anche a Someșeni e a Şimleu Silvaniei.